# 对合矩阵
在数学上， 对合矩阵是指逆为自身的矩阵，即，称矩阵{\displaystyle \mathbf {A} }是一个对合矩阵当且仅当{\displaystyle \mathbf {A} ^{2}=\mathbf {I} }。对合矩阵是单位矩阵的方根。 

## 例
如果{\displaystyle a^{2}+bc=1}，则2×2实矩阵 {\displaystyle {\begin{pmatrix}a&b\\c&-a\end{pmatrix}}}  是对合矩阵。
三类基本矩阵中有一种是对合矩阵，即行交换的基本矩阵。 在特殊情况下，另一类的基本矩阵，即表示对行或列乘以 −1 的矩阵也是对合矩阵；实际上这是符号矩阵的一个特例——所有符号矩阵均是对合的。
下面是一些对合矩阵的简单例子。
{\displaystyle {\begin{array}{cc}\mathbf {I} ={\begin{pmatrix}1&0&0\\0&1&0\\0&0&1\end{pmatrix}};&\mathbf {I} ^{-1}={\begin{pmatrix}1&0&0\\0&1&0\\0&0&1\end{pmatrix}}\\\\\mathbf {R} ={\begin{pmatrix}1&0&0\\0&0&1\\0&1&0\end{pmatrix}};&\mathbf {R} ^{-1}={\begin{pmatrix}1&0&0\\0&0&1\\0&1&0\end{pmatrix}}\\\\\mathbf {S} ={\begin{pmatrix}+1&0&0\\0&-1&0\\0&0&-1\end{pmatrix}};&\mathbf {S} ^{-1}={\begin{pmatrix}+1&0&0\\0&-1&0\\0&0&-1\end{pmatrix}}\\\end{array}}}
这里
{\displaystyle \mathbf {I} } 是单位矩阵 (显然对合);
{\displaystyle \mathbf {R} } 是交换过一对行的单位矩阵；
{\displaystyle \mathbf {S} } 是符号矩阵。
显然，任何由对称矩阵构成的块-对角阵 构成的矩阵也是对合矩阵。

## 对称性
一个对称的对合矩阵也是一个正交矩阵，并因此表示一个保距变换 (保持欧几里德距离的线性变换)。反之，每个正交对合矩阵均是对称的。 一个特别的例子是，每个反射矩阵均是对合的。

## 性质
任何域上对合矩阵的行列式是±1.
如果 {\displaystyle \mathbf {A} } 是一个 n × n 矩阵，则A是对合的当且仅当½(A + I)是 幂等的。 这一关系给出了对合矩阵和幂等矩阵之间的双射。
如果 {\displaystyle \mathbf {A} } 是{\displaystyle M(n,\mathbb {R} )}（实数域上的矩阵代数）上的矩阵，则由 {\displaystyle \mathbf {A} } 产生的子代数 {x I + y A: x、y ∈ℝ} 与双曲复数同构。
如果 {\displaystyle \mathbf {A} }和 {\displaystyle \mathbf {B} } 两个对合矩阵可交换，则 {\displaystyle \mathbf {AB} } 也是对合的。
如果 {\displaystyle \mathbf {A} } 是对合矩阵则 A 的任意自然数次幂均是对合的。 事实上， {\displaystyle \mathbf {A} ^{n}} 在 {\displaystyle n} 是奇数时等于 {\displaystyle \mathbf {A} }，在 {\displaystyle n} 是偶数时等于 {\displaystyle \mathbf {I} }。